# Calusa
Calusa je indijansko pleme koje je živjelo na području južne Floride.